# 'Ndrina Pino
La 'ndrina Pino è una cosca malavitosa o 'ndrina della 'ndrangheta calabrese di Cosenza alleata dei Sena, dopo la faida degli anni ottanta sono confluiti nella 'ndrina dei Perna.

## Storia
Dopo la morte del capobastone  Luigi Palermo detto U Zorru avvenuta il 14 dicembre 1977 su ordine di Franco Pino poi diventato capobastone della sua 'ndrina omonima, la 'ndrina si divise in due fazioni: da un lato i Perna-Pranno-Vitelli e dall'altra i Pino-Sena.

### Anni '70 e '80 - La faida di Cosenza e le relazioni criminali nel resto della Calabria
Scoppia subito dopo una faida tra le due famiglie.
Con i Perna si allearono anche gli Africano di Amantea e i Serpa di Paola con i Pino-Sena invece i Muto di Cetraro, i Basile-Calvano di San Lucido e i Cirillo. Nella faida furono uccise 27 persone.
Solo alla fine degli anni ottanta fu fatta pace fra le due fazioni.
Il 6 agosto 1983 a Scalea vengono uccisi taluni Geria e Saffioti come scambio di favori alle 'ndrine del reggino di Pasquale Condello e Giovanni Fontana. Sintomo di contatti e comunicazione con storiche potenti famiglie calabresi.

### Anni '90 - Il pentimento di Franco Pino, il processo Garden e l'operazione Missing
Nel 1995, Franco Pino diventa un pentito rivelando l'arsenale della cosca, la struttura della sua organizzazione e le attività criminali svolte nel cosentino e al di là (l'aggiudicamento della costruzione dell'aeroporto di Bucarest in Romania).
Nel 2006 con l'operazione Missing si è riusciti a costruire le dinamiche di queste due faide durate 30 anni che hanno portato all'arresto di 40 persone.

### Anni 2000
A oggi i Perna dominano l'area e a queste due 'ndrine si sono uniti coloro che erano rimasti dei Perna-Cicero-Pranno e dei Pino-Sena. I capi attuali della locale sarebbero Ettore Lanzino e Domenico Cicero.

## Organizzazione
- Franco Pino, capobastone con la dote di "diritto e medaglione"[4].

- Francesco Patitucci.
- Ettore Lanzino, presunto capo.